# Aneta Lamik
Aneta Lamik – polska kolarka, biorąca udział w ultramaratonach kolarskich.  
W 2024 roku została Mistrzynią Świata World UltraCycling Association (WUCA) w kategorii SOLO Unsupported -50, pokonując trasę 3600 km wokół Polski w czasie 228 godzin i 12 minut. Mistrzostwa były realizowane podczas wyścigu Race Around Poland 2024.

## Udział Anety Lamik w Race Across America 2025
W czerwcu 2025 roku Aneta Lamik została pierwszą Polką w historii, która ukończyła Race Across America (RAAM) w kategorii solo kobiet. Wyścig wystartował 10 czerwca 2025 roku w Oceanside (Kalifornia), a zakończył się 22 czerwca 2025 roku w Atlantic City (New Jersey). Trasa liczyła około 4800 km i prowadziła przez 12 stanów USA, z łącznym przewyższeniem przekraczającym 51 000 metrów.
Aneta Lamik ukończyła wyścig w czasie 12 dni, 0 godzin i 50 minut, plasując się w limicie klasyfikacji generalnej. Za swój występ otrzymała tytuły „Królowej Prerii” oraz „Królowej Gór” – przyznawane za najwyższą efektywność w odcinkach płaskich i górskich – a także wyróżnienie im. Seany Hogan dla najlepszej debiutantki wśród kobiet.
Jej udział spotkał się z dużym zainteresowaniem w polskich i międzynarodowych mediach sportowych, a relacje z trasy były regularnie publikowane w mediach społecznościowych i serwisach kolarskich.